# Studebaker Champ

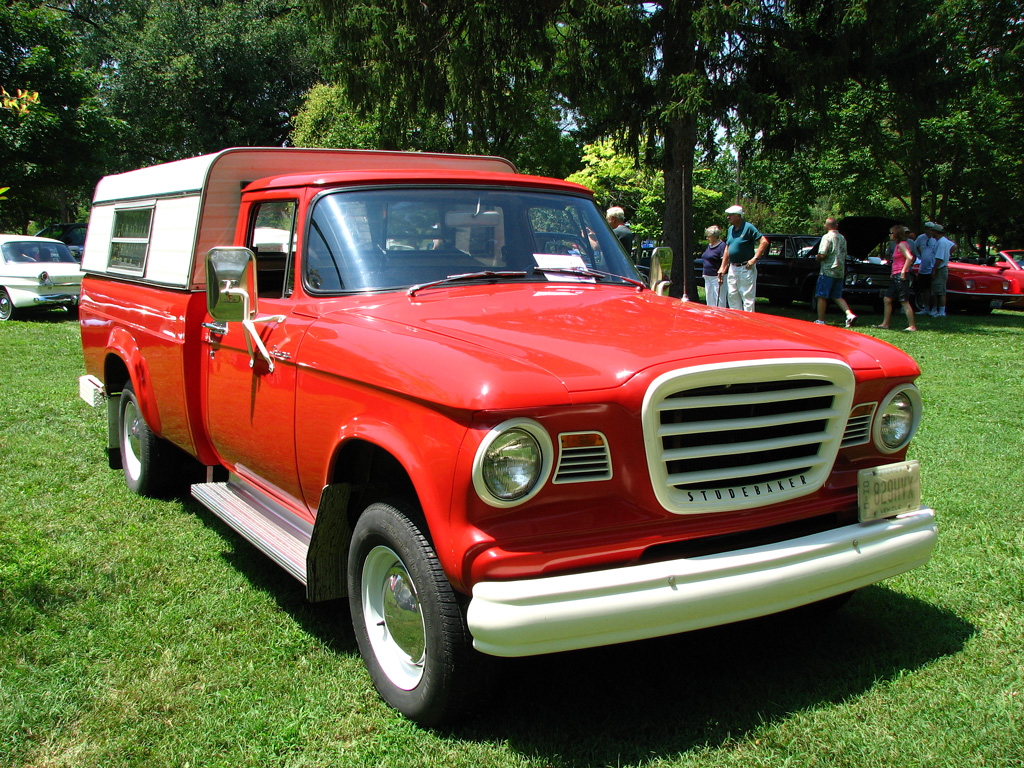
Studebaker Champ, Baujahr 1962

Der Studebaker Champ war ein leichtes Pick-upmodell, der von der Studebaker Corporation von 1960 bis 1964 hergestellt wurde.
Die Studebaker-Pick-ups hatten zuvor über zehn Jahre lang keine wesentliche Überarbeitung erfahren, der Firma ging es durch sinkende Verkaufszahlen nicht mehr gut, und so musste man das neue Modell aus bereits vorhandenen Komponenten zusammensetzen.
Fahrgestell und Ladeaufbau des Champ waren im Grunde die gleichen, die seit 1949 für Studebakers 1/2-t- und 3/4-t-LKWs zum Einsatz kamen, aber das Führerhaus unterschied sich deutlich von dem des Vorgängers. Die jährlichen Cashflow-Probleme der Firma sorgten dafür, dass man sich kein ganz neues Führerhaus leisten konnte, und so polierten die Ingenieure eine auf dem PKW-Modell Lark basierende Konstruktion auf, indem sie sie an der B-Säule abschnitten und an das LKW-Fahrgestell anpassten. Auch die Schnauze des Lark wurde übernommen, aber man investierte Geld in einen neuen Kühlergrill mit horizontalen Stäben, der „tougher“ aussah.

## Antrieb
Studebaker rüstete den Champ mit Motoren aus, die schon lange im Programm waren. Die Käufer konnten sich 1960 zwischen den letzten seitengesteuerten Sechszylindern entscheiden: Dem kleineren mit 2786 cm³ Hubraum und 90 bhp (66 kW) und dem größeren „Big Six“ mit 4015 cm³ und 110 bhp (81 kW). 1961 wurde die kleinere Maschine mit obengesteuerten Ventilen aufgewertet, wodurch sie 22 bhp gewann und nun 112 bhp (82,4 kW) leistete. Somit konnte Studebaker den alten Big Six aus dem Programm nehmen.
Der neue OHV-Sechszylinder war zwar neu konstruiert, enthielt aber so weit wie möglich Komponenten des alten, 1939 eingeführten Motors. Die Maschine erwarb sich einen schlechten Ruf, da bei einigen Exemplaren der Zylinderkopf riss. Das Problem, das meist bei Motoren auftrat, deren Ventile nicht richtig eingestellt waren, wurde nie ganz gelöst. Aber mit der richtigen Pflege konnten diese Motoren weit über 40 Jahre halten.
Von Anfang an gab es zwei V8-Motoren, 4244 cm³ und 4736 cm³, entweder mit Doppelvergaser oder Doppel-Registervergaser ausgestattet. Beide Maschinen wurden während der Produktionszeit des Champ nicht entscheidend verändert.
Für den Champ gab es auch eine große Auswahl an Getrieben, sei es manuell oder automatisch. Die Grundmodelle hatten ein lenkradgeschaltetes Dreiganggetriebe („three on tree“). Dazu konnte man entweder einen Overdrive wählen oder gleich ein Vier- oder Fünf-Gang-Getriebe einbauen lassen. Darüber hinaus war die „Flight-O-Matic“ von BorgWarner als Automatikgetriebe verfügbar.

## 1960–1964
Trotz der „zusammengeschusterten“ Konstruktion verkaufte sich der LKW 1960 als 5E-Serie passabel.
1961 (6E-Serie) wurde ein geschlossener Aufbau über die gesamte Fahrzeugbreite – der „Spaceside“ – zusätzlich angeboten; die Werkzeuge hierzu wurden von Dodge erworben. Dies beförderte die Verkaufszahlen aber nicht, ebenso wenig wie die neue OHV-Version des 2,8-Liter-Motors, die für die Risse im Zylinderkopf bekannt wurde.
1962 (7E-Serie) und 1963 (8E-Serie) wurde Champ ohne große Veränderungen weitergebaut, und die wenigen Exemplare, die noch 1964 entstanden, gehörten zur 8E-Serie des Vorjahres. Im Dezember 1963 verkündete die Geschäftsleitung die Schließung der Fabrik in South Bend, Indiana, und die LKWs wurden im PKW-Werk Hamilton, Ontario, nicht mehr hergestellt.

## Ein Pionier unter den LKWs
Es wird wenig beachtet, dass der Champ als erster ein Detail hatte, das fast jeder moderne Pick-up heute bietet: Das zu öffnende Rückfenster, das es bereits ab Produktionsstart im Champ gab und das bei den Käufern sehr beliebt war. Es wurde später von den größeren LKW-Herstellern kopiert.
Auch wenn der Champ die LKW-Produktion von Studebaker nicht retten konnte, zeigte er doch den Weg zu einem Pick-up vernünftiger Größe, ein Verdienst, das sich Dodge mit dem Dakota, einem mittelgroßen LKW, zuschrieb. Dieses Modell wurde aber 1987 eingeführt, 27 Jahre nach dem Champ.

## Sammlerstücke
Heute noch existierende Champ werden wegen ihrer interessanten Kombination aus Komfort eines PKW und mechanischer Robustheit und Zuverlässigkeit (wenn man von dem oben beschriebenen Problem des Sechszylinders absieht) teuer gehandelt. Einen Nachteil teilt der Champ mit anderen Studebaker-Modellen: den Rost. Beim Champ rosten besonders der Boden des Führerhauses und die vorderen Kotflügel.

## Trivia
- Der Champ wurde entgegen den Gepflogenheiten bei anderen Pick-ups der 1960er-Jahre in Amerika nie mit Servolenkung angeboten, obwohl diese Ausstattung bei den schwereren Studebaker-Transtar- und Dieselmodellen eingebaut wurde. Die letzten 8E-Modelle von 1963/1964 hatten ein verbessertes Lenksystem mit verminderter Reibung und damit geringeren Lenkkräften, aber nicht in dem Grade wie eine Servolenkung es gehabt hätte. Allerdings war in den frühen 1960er-Jahren die Servolenkung bei leichten LKWs noch nicht allgemein üblich, und so war es für Studebaker auch kein Wettbewerbsnachteil, diese Sonderausstattung nicht anzubieten.
- Klimaanlagen bot Studebaker im Champ bis zum Modelljahr 1963 ebenfalls nicht ab Werk an.
- Der Champ war vermutlich der erste LKW mit einem werksmäßig gefertigten Fiberglasaufbau. Er wurde im sehr kurzen Modelljahr 1964 noch eingeführt und es wurden nur eine Handvoll davon hergestellt.